# Ludwig Andreas Khevenhüller
Ludwig Andreas Graf Khevenhüller, avstrijski feldmaršal, * 30. november 1683, Linz, † 26. februar 1744, Dunaj.
1. 1 2  data.bnf.fr: platforma za odprte podatke — 2011.
2. 1 2  SNAC — 2010.